# فریکه، حماة
فریکه (به عربی: فریکة) یک روستا در سوریه است که در ناحیه شطحه واقع شده‌است. فریکه ۲٬۴۹۷ نفر جمعیت دارد.